# Wuling Hongguang
Il Wuling Hongguang (cinese: 五菱 宏光) è un compatto Multi-Purpose Vehicle (MPV) prodotto da settembre 2010 da SAIC-GM-Wuling. Tra il 2013 e il 2017, è stato commercializzato come Chevrolet Enjoy in India da GM India.
Si tratta di una vettura con motore anteriore e trazione posteriore, disponibile con propulsori tra 1,2 e 1,5 l e può ospitare sino a 8 passeggeri.
Nel 2013 è stata rinominata Wuling Hongguang e nel 2018 ne è entrata in produzione la seconda serie.